# Death 'n' roll
Death 'n' roll je pojam kojim se opisuje mješavina glazbenih žanrova death metala i rock and rolla. Kombinira death growl vokale i vrlo distorzirane gitare s elementima hard rocka i heavy metala iz 1970-ih. Najpoznatiji predstavnici su sastavi Entombed, Six Feet Under i Gorefest.
Začetnikom žanra smatra se švedski sastav Entombed, s izdavanjem albuma Wolverine Blues 1993. godine. Također se važnim death 'n' roll izdanjem smatra album Soul Survivor iz 1996., nizozemskog sastava Gorefest.